# Vance (Alabama)
Vance es un pueblo ubicado en los condados de Tuscaloosa y Bibb en el estado estadounidense de Alabama. En el año 2000 tenía una población de 500 habitantes y una densidad poblacional de 23,7 personas por km².

## Geografía
Vance se encuentra ubicado en las coordenadas 33°9′52″N 87°13′54″O / 33.16444, -87.23167. Según la Oficina del Censo, la localidad tiene un área total de 21,1 km² (8,1 mi²), de la cual 21,1 km² (8,1 mi²) es tierra y 0 km² (0 mi²) (0.00%) es agua.

## Demografía
Según la Oficina del Censo en 2000 los ingresos medios por hogar en la localidad eran de $43,750, y los ingresos medios por familia eran $50,833. Los hombres tenían unos ingresos medios de $37,500 frente a los 21,944 para las mujeres. La renta per cápita para la localidad era de $19,867. Alrededor del 3,1% de la población estaban por debajo del umbral de pobreza.